# NGC 1502
NGC 1502 es un cúmulo abierto situado en la constelación de Camelopardalis fácilmente visible con telescopios pequeños. Se halla a una distancia aproximada de 3400 años luz (1050 parsecs) del Sistema Solar.

## Propiedades físicas
NGC 1502 es muy joven, con apenas 11 millones de años de edad, y cuenta con al menos 19 miembros, el más brillante la estrella séxtuple SZ Camelopardalis, situada en su centro. Se piensa también que la estrella supergigante azul Alpha Camelopardalis pudo haber sido un miembro del cúmulo que fue expulsada de este.
El asterismo conocido como Cascada de Kemble tiene su final en NGC 1502